# Мир искусства (произведение)
Мир искусства (англ. «The Artworld») — произведение американского философа и теоретика искусства Артура Данто. Текст был впервые опубликован в The Journal of philosophy и представлен в виде доклада на симпозиуме «Произведение искусства» в рамках ежегодного собрания восточной секции Американской философской ассоциации 28 декабря 1964 года. Работа приобрела широкую известность и стала толчком к появлению институциональной теории искусства, разработанной американским философом Джорджем Дики. Несмотря на этот факт, сам А. Данто впоследствии критиковал институциональную теорию

## Критика А. Данто «теории подражания» и «теории реальности»
В центре внимания А. Данто с первых страниц произведения оказывается вопрос: как возможно отнесение некоего объекта к разряду «произведение искусства»? Возможность сказать, что такое искусство, появляется только тогда, когда мы узнаем, как правильно употреблять это слово. Классифицируя возможные ответы на этот вопрос в их исторической перспективе, А. Данто выделяет «теорию подражания», которая была характерна для классического искусства. Согласно этой эстетической теории, искусство представляет собой «зеркало, поднесённое природе». В том случае, если же художник отклоняется от мимесиса, то, согласно теории подражания, он считается «мошенником, дилетантом или безумцем»

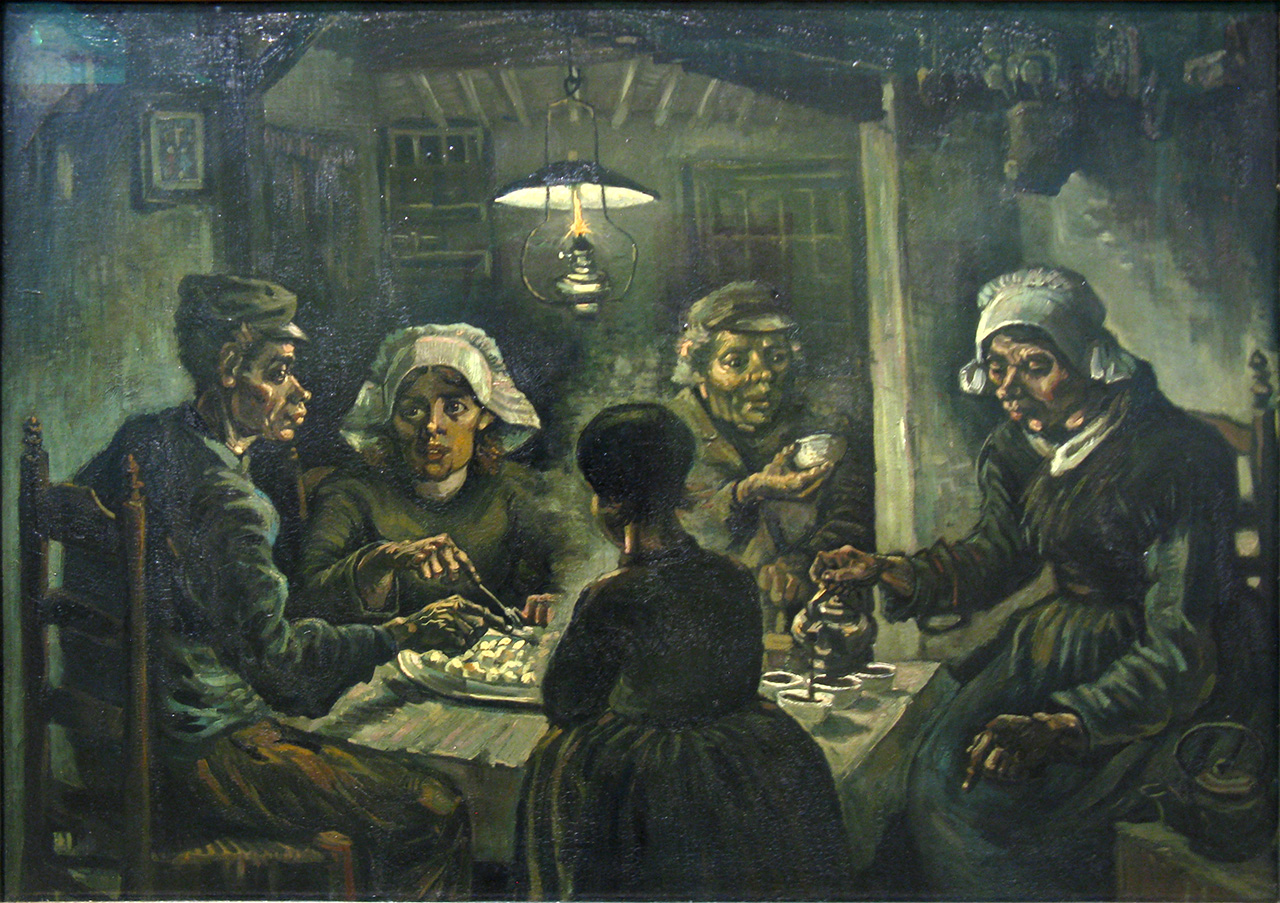
«Едоки картофеля». Винсент Ван Гог, 1885

Однако, развитие искусства в конце 19 и начале 20 века показало, что данная схема не работает. Так, например, с точки зрения теории подражания постимперссионизм, как и многие другие направления искусства возникшие на рубеже 19-20 веков, можно было принять в качестве искусства лишь на правах искусства дилетантского: « в противном случае картины постимпрессионистов оказывались надувательством, дешёвой саморекламной или визуальным выражением бреда сумасшедшего». Невозможность отказа от новых, не укладывающихся в старые схемы форм искусства привела к созданию новой теории. Эта теория получила название «теория реальности», поскольку «художники стали восприниматься не как имитаторы реальных форм, а как создатели новых. Так, „Едоки картофеля“ как неимитативная картина имеет больше права называться реальным объектом, нежели мнимые образы миметического искусства»

Несмотря на то, что, по мысли Данто, именно в терминах теории реальности следовало мыслить современные ему произведения искусства, с точки зрения обывателя, стремящегося отличить искусство от не-искусства, вопрос все ещё не решён. Обыватель (в тексте А. Данто — Тестадура, то есть упрямец, болван — итал.) воспринимая некоторые арт-объекты, все ещё может не воспринимать их как искусство. Так, глядя на кровать Раушенберга или Олденбурга, Тестадура искренне не понимает, что перед ним — произведение искусства, и видит перед собой лишь испорченный предмет мебели 
Кровать Раушенберга висит на стене, покрытая полосами довольно беспорядочно намазанной краски. Кровать Олденбурга приставляет собой ромбоид, суженный с одной стороны как бы для встраивания: она «идеальна для маленьких спален». А теперь представим себе господина Тестадуру — обывателя, привыкшего говорить напрямик, — который не знает, что эти кровати относятся к разряду искусства и считает их самой обыкновенной реальностью. Потоки краски на кровати Раушенберга он спишет на неопрятность владельца, а кривизну кровати Олденбурга — на непрофессионализм изготовителей или на результат неудачной «персонализации».

## Художественное отождествление
Руководствуясь теорией американского философа П. Ф. Строссона, А. Данто замечает, что «люди, как и произведения искусства не сводимы к их частям. Пятна краски это не части реального объекта — кровати, которая является частью произведения искусства, но я являются, как и кровать, частью произведения искусства». Произведение искусства, таким образом, оказывается артефактом совершенно особого рода. Оно может быть постигнуто только в процессе художественного отождествления, которое является единственным механизмом перевода предмета в ранг произведения искусства.
В свою очередь, видеть нечто как искусство требует «чего-то такого что недоступно глазу — атмосферы художественной теории, знания истории искусства». Иными словами, для возникновения способности видеть нечто как произведение искусства, обоснованно проводить художественное отождествление, требует мир искусства

## Мир искусства
По мысли А. Данто, именно художественные теории делают возможным мир искусства и само искусство. Философ демонстрирует это на примере коробок «Брилло», которые поп-артист Энди Уорхол в качестве произведения искусства сделал из фанеры и которые были внешне идентичны заводским коробкам. Эта необычная выставка заставила колебаться уже не только обывателей, но и критиков, и породила обширные дискуссии, главный вопрос которых заключался в том, искусство ли это, а если так, то почему не являются искусством неотличимые от уорхоловских коробки «Брилло» на складе супермаркета?
А. Данто, отвечая на этот вопрос, утверждает, что различие между коробкой «Брилло» и произведением искусства, представляющим собой коробку «Брилло», создаётся ничем иным, как определённой теорией искусства. По его мысли, именно теория вводит эту коробку в мир искусства, не давая ей раствориться в реальном объекте, каковым она есть (вне художественного отождествления):
Без теории в коробке, несомненно, едва ли можно увидеть искусство: чтобы узнать её в качестве части мира искусства, нужно как следует освоить эту теорию и изучить историю недавней нью-йоркской живописи. Коробка не могла бы стать произведением искусства ещё полвека назад, как не могло быть, при прочих равных, страховки авиаперелётов в Средневековье или ластика для пишущей машинки у этрусков.
Важный момент в гипотезе мира искусства — его принципиальная множественность. А. Данто подчёркивает, что речь идёт о «не столько о какой-то особой (современной, актуальной или методологически выверенной) теории, а о множестве теорий, не сконцентрированных вокруг какого-то одного центра (течения, журнала, имени); именно множество теорий искусства придают обычному реальному объекту статус арт-объекта, наделяя его художественными ценностями, музеефицируя его, вписывая его в каталог истории искусств».
Чем шире разнообразие предикатов, релевантных для искусства, тем выше степень сложности каждого члена мира искусства, и чем больше мы знаем о всем «населении» мира искусства, тем богаче наше представление о каждом его гражданине.
Однако мир искусства не является и просто каталогом, перечнем разнородных интерпретаций художественных произведений. Мир искусства «существует в виде апелляции к нему со стороны арт-сообщества, в которое входят и авторы, и реципиенты всех мастей, в котором циркулируют идеи и проблемы арт-мира»